# Olympische Sommerspiele 1984/Turnen – Stufenbarren (Frauen)
Der Wettkampf am Stufenbarren der Frauen bei den Olympischen Sommerspielen 1984 wurde vom 30. Juli bis 5. August im Pauley Pavilion ausgetragen.
Die acht besten Turnerinnen am Schwebebalken aus dem Einzelmehrkampf qualifizierten sich für das Gerätefinale. Pro Nation durften maximal zwei Athletinnen teilnehmen. Dabei wurde der Durchschnittswert aus dem Pflichtprogramm und der Kür mit in das Finale übernommen. Dieser Durchschnittswert wurde mit der Übung aus dem Finale addiert und ergab die Gesamtpunktzahl. 

## Ergebnisse

### Qualifikation
| Rang | Athletin            | Nation             | Pflicht | Kür   | Gesamt |
| ---- | ------------------- | ------------------ | ------- | ----- | ------ |
| 1    | Ma Yanhong          | China              | 9,90    | 10,00 | 19,90  |
| 1    | Julianne McNamara   | Vereinigte Staaten | 9,90    | 10,00 | 19,90  |
| 3    | Mary Lou Retton     | Vereinigte Staaten | 9,80    | 9,90  | 19,70  |
| 4    | Michelle Dusserre   | Vereinigte Staaten | 9,85    | 9,80  | 19,65  |
| 4    | Laura Cutina        | Rumänien           | 9,75    | 9,90  | 19,65  |
| 4    | Wu Jiani            | China              | 9,75    | 9,90  | 19,65  |
| 7    | Mihaela Stănuleț    | Rumänien           | 9,70    | 9,80  | 19,50  |
| 8    | Lavinia Agache      | Rumänien           | 9,85    | 9,55  | 19,40  |
| 8    | Cristina Grigoraș   | Rumänien           | 9,60    | 9,80  | 19,40  |
| 8    | Kathy Johnson       | Vereinigte Staaten | 9,60    | 9,80  | 19,40  |
| 11   | Simona Păuca        | Rumänien           | 9,70    | 9,65  | 19,35  |
| 11   | Romi Kessler        | Schweiz            | 9,60    | 9,75  | 19,35  |
| 13   | Ecaterina Szabó     | Rumänien           | 9,90    | 9,30  | 19,20  |
| 13   | Zhou Ping           | China              | 9,55    | 9,65  | 19,20  |
| 13   | Tracee Talavera     | Vereinigte Staaten | 9,45    | 9,75  | 19,20  |
| 16   | Elke Heine          | BR Deutschland     | 9,55    | 9,60  | 19,15  |
| 17   | Noriko Mochizuki    | Japan              | 9,30    | 9,75  | 19,05  |
| 18   | Anja Wilhelm        | BR Deutschland     | 9,60    | 9,35  | 18,95  |
| 18   | Laura Muñoz         | Spanien            | 9,35    | 9,60  | 18,95  |
| 18   | Chen Yongyan        | China              | 9,15    | 9,80  | 18,95  |
| 21   | Bonnie Wittmeier    | Kanada             | 9,45    | 9,40  | 18,85  |
| 21   | Laura Bortolaso     | Italien            | 9,30    | 9,55  | 18,85  |
| 23   | Angela Golz         | BR Deutschland     | 9,30    | 9,50  | 18,80  |
| 23   | Anita Botnen        | Kanada             | 9,10    | 9,70  | 18,80  |
| 25   | Heike Schwarm       | BR Deutschland     | 9,50    | 9,25  | 18,75  |
| 25   | Lisa Young          | Großbritannien     | 9,35    | 9,40  | 18,75  |
| 27   | Brigitta Lehmann    | BR Deutschland     | 9,45    | 9,25  | 18,70  |
| 27   | Andrea Thomas       | Kanada             | 9,30    | 9,40  | 18,70  |
| 27   | Chihiro Oyagi       | Japan              | 9,10    | 9,60  | 18,70  |
| 30   | Zhou Qiurui         | China              | 9,50    | 9,15  | 18,65  |
| 30   | Natalie Davies      | Großbritannien     | 9,30    | 9,35  | 18,65  |
| 30   | Susi Latanzio       | Schweiz            | 9,15    | 9,50  | 18,65  |
| 33   | Pam Bileck          | Vereinigte Staaten | 9,00    | 9,60  | 18,60  |
| 34   | Huang Qun           | China              | 8,90    | 9,65  | 18,55  |
| 34   | Maiko Morio         | Japan              | 8,80    | 9,75  | 18,55  |
| 36   | Gigi Zosa           | Kanada             | 9,35    | 9,10  | 18,45  |
| 36   | Amanda Harrison     | Großbritannien     | 9,00    | 9,45  | 18,45  |
| 36   | Tokie Kawase        | Japan              | 8,80    | 9,65  | 18,45  |
| 39   | Ana Manso           | Spanien            | 9,30    | 9,10  | 18,40  |
| 39   | Astrid Beckers      | BR Deutschland     | 9,00    | 9,40  | 18,40  |
| 39   | Natalie Seiler      | Schweiz            | 8,80    | 9,60  | 18,40  |
| 42   | Bettina Ernst       | Schweiz            | 8,90    | 9,40  | 18,30  |
| 42   | Jessica Tudos       | Kanada             | 8,65    | 9,65  | 18,30  |
| 44   | Kathy Williams      | Großbritannien     | 9,20    | 8,95  | 18,15  |
| 44   | Florence Laborderie | Frankreich         | 8,75    | 9,40  | 18,15  |
| 44   | Kelly Brown         | Kanada             | 8,70    | 9,45  | 18,15  |
| 47   | Irene Martínez      | Spanien            | 8,75    | 9,25  | 18,00  |
| 48   | Marta Artigas       | Spanien            | 8,95    | 8,95  | 17,90  |
| 48   | Lee Jeong-hui       | Südkorea           | 8,90    | 9,00  | 17,90  |
| 50   | Kerry Battersby     | Australien         | 8,60    | 9,25  | 17,85  |
| 50   | Margot Estévez      | Spanien            | 8,60    | 9,25  | 17,85  |
| 52   | Hayley Price        | Großbritannien     | 8,60    | 9,05  | 17,65  |
| 53   | Sally Larner        | Großbritannien     | 8,40    | 9,20  | 17,60  |
| 54   | Marisa Jervella     | Schweiz            | 8,65    | 8,85  | 17,50  |
| 54   | Sae Watanabe        | Japan              | 8,10    | 9,40  | 17,50  |
| 56   | Monika Beer         | Schweiz            | 8,35    | 9,10  | 17,45  |
| 57   | Virginia Navarro    | Spanien            | 8,45    | 8,90  | 17,35  |
| 58   | Ayami Yukimori      | Japan              | 8,05    | 9,25  | 17,30  |
| 58   | Nancy Goldsmith     | Israel             | 8,00    | 9,30  | 17,30  |
| 60   | Tatiana Figueirêdo  | Brasilien          | 9,10    | 8,10  | 17,20  |
| 61   | Lena Adomat         | Schweden           | 8,70    | 8,25  | 16,95  |
| 61   | Kellie Wilson       | Australien         | 8,15    | 8,80  | 16,95  |
| 61   | Corinne Ragazzacci  | Frankreich         | 7,35    | 9,60  | 16,95  |
| 64   | Limor Fridman       | Israel             | 7,20    | 8,25  | 15,45  |
| 65   | Sim Jae-yeong       | Südkorea           | 7,30    | 7,85  | 15,15  |

### Finale
| Rang | Athletin          | Nation             | Qualifikation | Qualifikation | Qualifikation | Finale | Gesamt |
| Rang | Athletin          | Nation             | Pflicht       | Kür           | Ø             | Finale | Gesamt |
| ---- | ----------------- | ------------------ | ------------- | ------------- | ------------- | ------ | ------ |
| 1    | Ma Yanhong        | China              | 19,950        | 9,950         | 10,00         | 10,000 | 19,950 |
| 1    | Julianne McNamara | Vereinigte Staaten | 19,950        | 9,950         | 10,00         | 10,000 | 19,950 |
| 3    | Mary Lou Retton   | Vereinigte Staaten | 19,800        | 9,850         | 9,95          | 9,950  | 19,800 |
| 4    | Mihaela Stănuleț  | Rumänien           | 19,650        | 9,750         | 9,90          | 9,900  | 19,650 |
| 5    | Romi Kessler      | Schweiz            | 19,425        | 9,675         | 9,75          | 9,750  | 19,425 |
| 6    | Zhou Ping         | China              | 19,350        | 9,600         | 9,75          | 9,750  | 19,350 |
| 7    | Noriko Mochizuki  | Japan              | 19,325        | 9,525         | 9,80          | 9,800  | 19,325 |
| 8    | Lavinia Agache    | Rumänien           | 19,150        | 9,700         | 9,45          | 9,300  | 19,000 |